# 波蘇希夫 (穆羅瓦尼庫里利夫齊區)
48°45′28″N 27°33′46″E / 48.75778°N 27.56278°E
波蘇希夫（烏克蘭語：Посухів），是烏克蘭的村落，位於該國西南部文尼察州，由莫希利夫-波季利斯基區負責管轄，始建於1410年，面積1.63平方公里，海拔高度270米，2001年人口297，人口密度每平方公里182.77人。